# Zählwort
Das Zählwort (auch: Zähleinheitswort, Kategoriewort, Zahlklassifikator, Numeralklassifikator, Klassifikator, Zählklassenwort, Zähleinheiten- oder Messeinheitenwort) ist ein in einigen Sprachen obligatorischer Zusatz zu Zahlen, der bei der Bildung von Mengenangaben als Zähleinheit und auch allgemein zur Bildung des Plurals verwendet wird.
Sprachen, in denen Zählwörter obligatorisch sind, also bei jeder Mengenangabe verwendet werden müssen, sind unter anderem die sinotibetischen Sprachen (zum Beispiel Chinesisch) und die Kam-Tai-Sprachen (beispielsweise Thai). Dort bilden Zahl und Zählwort zusammen ein Zahlwort. Abhängig von der Bedeutung des gezählten Begriffs (lange Gegenstände, flache Gegenstände, Tiere, Menschen, Buchseiten, Berge usw.) ist ein passendes Zählwort zu wählen. Das Japanische hat viele Zählwörter aus dem Chinesischen übernommen. 
Im Deutschen finden sich noch Reste früher üblicher Bildungen: zwei Laib Brot, zwei Glas Milch (statt zwei Gläser Milch), zwei Stück Vieh. Weitere Beispiele im Deutschen sind Blatt, Bund, Mann, Paar, Sack, Schuss, sowie Maßeinheiten wie Gramm, Kilo(gramm), Meter, Pfund.